# Alfred Körte
Alfred Körte foi um antropólogo e filólogo alemão. Especializava-se em em comédias e poesias helenísticas.